# Pabna S.
Pabna S. är ett underdistrikt i Bangladesh. Det ligger i den centrala delen av landet, 120 km väster om huvudstaden Dhaka.
Trakten runt Pabna S. består till största delen av jordbruksmark. Runt Pabna S. är det mycket tätbefolkat, med 2 711 invånare per kvadratkilometer.